# Recea (gmina Căteasca)
Recea – wieś w Rumunii, w okręgu Ardżesz, w gminie Căteasca. W 2011 roku liczyła 433 mieszkańców.